# Oreotragus oreotragus
las saltarrocas (Oreotragus oreotragus) es una especie de mamífero artiodáctilo de la familia Bovidae. Es la única especie de su género. Es un pequeño antílope que habita las zonas rocosas del África austral y oriental desde Sudáfrica hasta Etiopía.

## Subespecies
Se reconocen las siguientes subespecies:
- Oreotragus oreotragus oreotragus
- Oreotragus oreotragus aceratos
- Oreotragus oreotragus saltatrixoides
- Oreotragus oreotragus stevensoni
- Oreotragus oreotragus tyleri